# Ферленд, Гай
Гай Ферленд (англ. Guy Ferland; род. 18 февраля 1966) — американский актёр, режиссёр кино и телевидения, сценарист и продюсер.

## Биография
Гай Ферленд родился в Беверли, Массачусетсе и учился в прославленной школе Холлис Бруклайн в Холлисе, Нью-Гэмпшир. Его отец - Род Ферленд, учитель школьного оркестра, который также играет в Оркестре Boston Pops Массачусетса.

## Карьера
После того, как фильм 1946 года Альфреда Хичкока «Дурная слава» вдохновил его стать режиссёром, Ферленд отправился на изучение кинопроизводства в школу кино и телевидения при Университете Южной Калифорнии, окончив его в 1988 году, и получил практику в качестве исследователя в Агентстве творцов. Он получил работу в качестве помощника режиссёра Джоэла Шумахера через три дня после получения его степени бакалавра искусств, и за пять лет, вплоть до 1994 года, он работал с Шумахером над фильмами «Родственники», «Коматозники», «Если бы взгляды могли убивать», «Умереть молодым», «С меня хватит!» и «Клиент», в последнем из которых он был ассоциированным продюсером. Он затем написал сценарий и снял свой первый фильм, «Няня», в 1995 году и в 1997 году снял фильм «Каково врать в Америке», который был высоко оценён за выдающиеся достижения в области киноискусства Национальным советом кинокритиков США. Затем он стал работать на телевидении. Он также снял телефильмы «После шторма» и «Пиф-паф, ты — мёртв» в 2001 году и 2002 году, соответственно. «После шторма» был назван лучшим фильмом на Международном фестивале независимого кино и видео в Нью-Йорке в 2000 году, а Ферленда индивидуально похвалили за реализм, который он принёс в фильм с подводной съёмкой, в то время как его наградили Дневной премией «Эмми» в категории лучшая режиссура программы для детей и премией Гильдии режиссёров США в категории лучшая режиссура программы для детей за «Пиф-паф, ты — мёртв» в 2003 году.
Сняв в 2004 году сиквел фильма 1987 года «Грязные танцы», «Грязные танцы 2: Гаванские ночи», Ферленд приступил к работе, в основном, на телевидении, и снял эпизоды сериалов «Эд», «Медицинское расследование», «Доктор Хаус», «Слепое правосудие», «Части тела», «Отряд „Антитеррор“», «Побег», «Узнай врага», «Детектив Рейнс», «Пропавший», «Схватка», «Спасите Грейс», «Богатые», «В последний миг», «Чёрный список» и наиболее заметного сериала «Щит», для которого он снял тринадцать эпизодов.
Он является регулярным режиссёром сериала канала FX «Сыны анархии». Ферленд снимал эпизоды всех семи сезонов шоу на сегодняшний день.
Он также снял шесть эпизодов телесериала про зомби «Ходячие мертвецы».
Ферленд снял несколько эпизодов сериала канала CBS «Элементарно».
Он также снял один из эпизодов первого сезона сериала канала FX «Штамм», созданного Гильермо дель Торо.

## Фильмография

### Режиссёр
- 1995 — Няня / The Babysitter
- 1997 — Каково врать в Америке / Telling Lies in America
- 1999—2001 — Площадка The Lot
- 2000—2004 — Эд / Ed
- 2001 — После шторма / After the Storm
- 2002—2008 — Щит / The Shield (13 эпизодов)
- 2002 — Пиф-паф, ты — мёртв / Bang Bang You’re Dead
- 2003—2010 — Части тела / Nip/Tuck
- 2004 — Грязные танцы 2: Гаванские ночи / Dirty Dancing: Havana Nights
- 2004—2005 — Медицинское расследование / Medical Investigation
- 2004—2012 — Доктор Хаус / House, M.D.
- 2005 — Слепое правосудие / Blind Justice
- 2005—2009 — Побег / Prison Break
- 2005 — Мыслить как преступник / Criminal Minds
- 2005—2006 — Узнай врага / Sleeper Cell
- 2006—2009 — Отряд «Антитеррор» / The Unit
- 2011 — Торчвуд: День Чуда / Torchwood: Miracle Day (3 эпизода)
- 2007—2008 — Богатые[англ.] / The Riches
- 2007 — Детектив Рейнс / Raines
- 2007 — Пропавший / Traveler
- 2007—2010 — Спасите Грейс / Saving Grace
- 2007—2012 — Схватка / Damages
- 2008—2009 — Терминатор: Битва за будущее / Terminator: The Sarah Connor Chronicles
- 2008—2014 — Сыны анархии / Sons of Anarchy
- 2008—2015 — Менталист / The Mentalist
- 2008—2009 — В последний миг / Eleventh Hour
- 2008—2009 — Столкновение / Crash
- 2009—2013 — Саутленд / Southland
- 2009 — Сознание / Mental
- 2009—2010 — Под прикрытием / Dark Blue
- 2009 — Дневники вампира / The Vampire Diaries
- 2009—2010 — Забытые / The Forgotten
- 2010—2011 — Живая мишень / Human Target
- 2010 — Рубикон / Rubicon
- 2010—2013 — Болота / The Glades
- 2010 — Терьеры / Terriers
- 2010—2013 — Никита / Nikita
- 2010 — Ходячие мертвецы / The Walking Dead (6 эпизодов)
- 2011 — Власть закона / The Chicago Code
- 2011—2012 — Короли побега / Breakout Kings
- 2011 — Родина / Homeland
- 2011 — Однажды в сказке / Once Upon a Time
- 2012 — Элементарно / Elementary
- 2013—2014 — Мост The Bridge
- 2013 — Чёрный список / The Blacklist
- 2013 — Город гангстеров / Mob City
- 2014 — Рэй Донован / Ray Donovan
- 2014 — Штамм / The Strain (1 эпизод, первый сезон)
- 2014 — Готэм / Gotham
- 2014 — Скорпион / Scorpion
- 2015—2016 — Бешеные псы / Mad Dogs
- 2015 — Сорвиголова / Daredevil
- 2015 — Области тьмы / Limitless
- 2015 — В пустыне смерти / Into the Badlands

### Сценарист
- 1995 — Няня / The Babysitter

### Продюсер
- 1994 — Клиент / The Client